# Opération Casse-noisette 2
Pour l’article homonyme, voir Opération Casse-noisette.
Série
Opération Casse-noisette
(2014)
Pour plus de détails, voir Fiche technique et Distribution.
Opération Casse-noisette 2, ou Opération noisettes 2 au Québec (The Nut Job 2: Nutty by Nature), est un film américano-canado-sud-coréen d'animation réalisé et coécrit par Cal Brunker, sur un scénario de Bob Barlen, Scott Bindley, Peter Lepeniotis et Daniel Woo, sorti en 2017. Il s'agit de la suite du film Opération Casse-noisette.

## Synopsis
Depuis la dernière aventure, Roublard et le reste de la bande, ainsi que tous les animaux du parc, vivent heureux, mangeant à leur faim grâce au magasin de noix et Roublard est très apprécié des autres. Mais un jour, le magasin explose et contraint tout le monde a déménager dans un autre parc, mais à peine ont-ils emménagé que le riche maire de la ville, Percival J. Muldoon, veut y construire un parc d'attraction. Roublard et le reste des animaux vont devoir s'unir pour empêcher les plans de cet homme. Roublard va bientôt faire connaissance d'une souris pratiquant les arts martiaux. Mais entre le maire et les animaux, qui va connaître la défaite ?

## Fiche technique
- Titre original : The Nut Job 2: Nutty by Nature
- Titre français : Opération Casse-noisette 2
- Titre québécois : Opération noisettes 2
- Réalisation : Cal Brunker
- Scénario : Bob Barlen, Scott Bindley, Cal Brunker, Peter Lepeniotis et Daniel Woo
- Direction artistique : Hee Kyung Kang et Andrew Woodhouse
- Montage : Paul Hunter
- Casting : Linda Lamontagne
- Production : Bob Barlen, Jonghan Kim, Sunghwan Kim, Harry Linden et Jun Zheng ; Sook Yhun (associé) ; Hongjoo Ahn, William Bindley, Liang Chen, Hoe Jin Ha, Sen Jia, Myun Young Jung, Mike Karz, Daniel Woo (production exécutive)
- Sociétés de production : Gulfstream Pictures, Redrover Co. Ltd., Shanghai Hoongman Technology Co., ToonBox Entertainment
- Sociétés de distribution : Open Road Films (en) (Etats-Unis) SND (France)
- Pays d'origine :  États-Unis,  Canada,  Corée du Sud
- Langue originale : anglais américain et canadien
- Format : couleur - 35 mm - 1,85:1
- Genre : animation
- Durée : 91 minutes
- Dates de sortie[1] :
  - Israël : 10 août 2017
  - États-Unis, Canada : 11 août 2017
  - Corée du Sud : 3 octobre 2017
  - France : 25 octobre 2017

 Sauf indication contraire, les informations mentionnées dans cette section peuvent être confirmées par la base de données cinématographiques IMDb,  présente dans la section « Liens externes ».

## Distribution

### Voix originales
- Will Arnett : Surly
- Katherine Heigl : Andie
- Maya Rudolph : Precious
- Jackie Chan : Mr. Feng
- Bobby Cannavale : Frankie
- Isabela Moner : Heather
- Peter Stormare : Gunther
- Gabriel Iglesias : Jimmy
- Jeff Dunham : Mole
- Kari Wahlgren : Jamie
- Sebastian Maniscalco : Johnny
- Rob Tinkler : Buddy

 Sauf indication contraire, les informations mentionnées dans cette section peuvent être confirmées par la base de données cinématographiques IMDb,  présente dans la section « Liens externes ».

### Voix françaises
- Emmanuel Curtil : Roublard
- Charlotte Marin : Roussette
- Annie Milon : Bijou
- Jacques Bouanich : le maire Perceval Mulldoon
- Michel Mella : Mole / Biglouche
- William Coryn : M. Feng
- David Krüger : Frankie
- Lisa Caruso : Heather
- Jérôme Pauwels : Jimmy
- Stéphane Fourreau : Johnny
- Dorothée Pousséo : Jamie
- Jérôme Wiggins : chef de chantier
- Michel Vigné : le sergent de police

### Voix québécoises
- François Sasseville : Solo
- Mélanie Laberge : Andie
- Julie Beauchemin : Princesse
- Martin Watier : Jimmy
- Catherine Brunet : Heather
- François L'Écuyer : M. Feng

 Source et légende : version québécoise (VQ) sur Doublage.qc.ca

## Attribution des rôles
Will Arnett, Katherine Heigl, Maya Rudolph, Gabriel Iglesias et Jeff Dunham sont annoncés pour reprendre leur rôle dans cette suite,.

## Sortie
Initialement annoncé pour 2016, la date de sortie est repoussée au 19 mai 2017 puis au 11 août 2017.